# Milan Vresk
Milan Vresk (Žarovnica pokraj Lepoglave, 27. siječnja 1937. – Zagreb, 11. siječnja 2003.), hrvatski zemljopisac, znanstvenik i publicist i zaslužni član Hrvatskog geografskog društva. Redoviti profesor na Geografskom odjelu Prirodoslovno-matematičkog fakulteta u Zagrebu. Bavio se urbanim i regionalnim zemljopisom te teorijom zemljopisa.

## Životopis
Rodio se je u Žarovnici pokraj Lepoglave. Diplomirao je te doktorirao na Prirodoslovno-matematičkome fakultetu Sveučilišta u Zagrebu, na kojem je asistent od 1965. godine. Magistrirao tri godine poslije. Docent 1974., a od 1982. izvanredni profesor te od 1988. kao redoviti profesor. 1972. godine postaje doktor zemljopisnih znanosti tezom "Kalničko prigorje".
Usavršavao se u Münchenu, Mainzu, Bonnu, Stuttgartu i Londonu. Bavio se urbanim zemljopisom i razvitkom gradova. 
Objavio je 71 znanstveni rad u domaćim i inozemnim časopisima, od čega 44 rada u časopisima s međunarodno priznatom recenzijom. 
Glavna djela su mu dva temeljna sveučilišna udžbenika  "Urbana geografija" i "Urbani sistemi u svijetu". Od ostalih djela tu su "Osnove urbane geografije", "Razvoj urbanih sistema u svijetu", "Grad u regionalnom i prostornom planiranju".
Bio je dugogodišnji voditelj znanstvenog projekta "Urbanizacija Hrvatske".